# Cerveja na Suíça
No passado a Suíça desempenhou um papel importante no florescimento da cultura cervejeira na Europa. Mas a criação de um cartel para proteger a indústria local, levou a um declínio na qualidade da cerveja produzida. Em consequência disso, o consumo de cerveja diminuiu de 71 litros em 1991, para os atuais 50 litros. Hoje o mercado é controlado por dois grupos internacionais, que se consolidaram através de aquisições de cervejarias mais pequenas, após o fim do cartel. Nos últimos anos apareceram por toda a Suíça mais de mil pequenas cervejarias artesanais.

## História
Os primeiros registros de cervejarias em território Suíço datam de 754 dC em St. Gallen. Com o tempo, a fabricação de cerveja difundiu-se por todo o país. No final do século XIX, havia mais de 500 cervejarias na Suíça, refletindo o amor da população pela cerveja. Em 1877, as cervejarias formaram o Swiss Brewery Club, que pretendia manter as importações estrangeiras fora do mercado. Entre 1935 e 1991, o mercado suíço baseou-se numa série de convenções regionais, também conhecidas como «cartel da cerveja». No final da década de 1980, apenas 1% das cervejas na Suíça eram importadas, mas isso mudou rapidamente na década de 1990 com o fim do cartel. O fim do cartel levou a uma onda de fusões e aquisições entre as cervejeiras Suíças. Por fim a maioria da indústria ficou na mão dos dois gigantes cervejeiros, a Carlsberg e a Heineken. Hoje existe a um rejuvenescimento cervejeiro na Suíça, com o aparecimento de quase mil micro cervejarias.

## Festivais
Na Suíça existem alguns festivais cervejeiros como a Celebração da Cerveja de Lausane ou o Festival da Cerveja de Zurique.

## Mercado
A dissolução do cartel em 1991 levou ao domínio do mercado por dois grupos : a Carlsberg (Feldschlösschen, Cardinal, Gurten, Bière Valaisanne, Warteck, Löwenbräu, Hürlimann) e a Heineken (Heineken, Eichhof, Ziegelhof, Calanda, Haldengut, Ittinger). Juntos, estes dois grupos detêm cerca de 70% do mercado. As cervejarias regionais, principalmente na Suíça de língua alemã, compartilham cerca de 25% do mercado local de cerveja. As micro cervejarias respondem por 2% a 3%.

### Consumo
Em 2022 foram consumidos 4.732.000 hectolitros, sendo o consumo per capita de 54 litros anuais. O canal on-trade foi responsável por 33% do consumo, enquanto o canal off-trade foi responsável por 67%.
Em 2019, 82% da cerveja consumida eram lagers. A percentagem de cerveja sem álcool consumida em 2024 foi de 8%.

### Produção
Em 2024 existiam 1.170 cervejarias ativas. Em 2022 foram produzidos 3.678.000 hectolitros de cerveja. O valor de impostos gerados pelo fabrico foi de 117 milhões de euros. O fabrico de cerveja foi responsável por cerca de 3.000  empregos diretos.

### Exportações/Importações
Em 2022 foram exportados 66.000 hL de cerveja. Para os países da União Europeia foram exportados 62.000 hL e para o resto do mundo 4.000 hL. As importações de cerveja foram de 1.054.000 hL, sendo importado dos países da União Europeia 968.000 hL e do resto do mundo 86.000 hL.

## Cervejarias
Pela lei Suíça, uma cervejaria é definida como aquela que fabrica mais de 400 litros de cerveja por ano. O numero de cervejarias na Suíça tem crescido de ano para ano, de 32 cervejarias existentes em 1990, passaram para 1.192 em 2023. As 16 maiores cervejeiras Suíças controlam 97% do mercado. Só o duopólio Heineken-Carlsberg controla 70% do mercado.

### Cervejarias industriais
Só seis cervejarias vendem mais de 100.000 hL de cerveja por ano, incluindo a Carlsberg e Heineken.
As maiores cervejarias são:
Feldschlösschen (Carlsberg)
- Fundação: 1876.[18] Fabricas: Rheinfelden.[19]

- Marcas:
  - De origem Suíça: Feldschlösschen, Cardinal, Valaisanne, Hürlimann, Gurten, Anker.[20]
  - Internacionais: Carlsberg, Grimbergen, 1664, Astra, Brooklyn, Guinness, Kilkenny, San Miguel, Schneider Weisse, Smithwick's, Alhambra, Coruja, Super Bock, Angelo Poretti, Tetley's, Hobgoblin.[20][21]
  - Extintas: Warteck.[22]
- Quotas de mercado:
  - Do grupo, em 2023: 40%.[20]
  - Por marcas, em 2000: Feldschlösschen 24%, Cardinal 11%.[23]
- Link:

Heineken
- Fundação: 1984.[24] Fabricas: Lucerna e Chur.[25]

- Marcas:
  - De origem Suíça: Eichhof, Calanda, Haldengut, Ittinger, Ziegelhof.[20][26]
  - Internacionais: Heineken, Birra Moretti, Affligem, Desperados, Sagres, Erdinger.[20][26][19]
- Produção em 2023: 16,5% da produção doméstica.[20]
- Quotas de mercado do grupo, em 2023: 17%[27]
- Link:

Brauerei Locher
- Fundação: 1810.[28] Fabricas: Appenzell.[20]
- Marcas Suíça: Quöllfrisch.[20]
- Produção em 2023: 14% da produção doméstica.[20]
- Quotas de mercado da cervejeira, em 2023: 13%[27]
- Link:

Ramseier
- Fabricas: Hochdorf.[19]
- Marcas distribuição: Denner, Farmer, St. Gotthard, Römer.[19]
- Quotas de mercado da cervejeira, em 2023: 10%[27]

Schützengarten
- Fundação: 1779.[19] Fabricas: Schüga, Ticino, Rorschach.[19]
- Outras cervejarias: Birrificio San Martino, Löwengarten.[19]
- Marcas de origem Suíça: San Martino, Bad Attitude, Löwengarten.[19]
- Marcas distribuição: Non.[19]

- Quotas de mercado da cervejeira, em 2023: 4,5%[27]
- Link:

Chopfab Boxer
- Fundação: 2017.[20] Fabricas: Grüze.
- Marcas de origem Suíça: Cosmos.[20]

- Quotas de mercado da cervejeira, em 2023: 4%.[20]
- Link:

Albert Egger
- Fundação: 1863.[29] Fabricas: Worb.[20]
- Marcas de origem Suíça: Egger.[29]
- Quotas de mercado cervejeira, em 2023: 0,5%.[20]
- Link:

Falken
- Fabricas: Schaffhausen.[19]
- Marcas de origem Suíça: Müller Bräu.[19]
- Quotas de mercado cervejeira, em 2023: 2,5%.

Rugenbräu
- Fabricas: Interlaken.[30]
- Marcas de origem Suíça: Rugenbräu, Oberland.[30]
- Quotas de mercado da cervejeira, em 2023: 1,2%.[30]

Sonnenbräu
- Fabricas: Rebstein.[30]
- Marcas de origem Suíça: Sonnenbräu.[30]
- Quotas de mercado da cervejeira, em 2023: 0,8%.[30]

Felsenau
- Fabricas: Berna.[30]
- Marcas de origem Suíça: Bernese Müntschi.[30]
- Quotas de mercado da cervejeira, em 2023: 0,7%.[30]

### Cervejarias artesanais
Os suíços têm a maior concentração de cervejarias per capita do mundo. Das 1.132 cervejarias existentes em 2019, a maioria delas (811) são nano cervejarias, com uma produção anual inferior de 20 hl de cerveja.
Algumas delas são:
- Adler Bräu, cervejaria fundada em 1828, localizada no cantão de Glarus.[33]
  - Produção, em 2013: 9.000 hL.[33]
  - Marcas: Adler Bräu.[34] Link:
- Unser Bier, cervejaria fundada em 1997, localizada na cidade de Basileia.[35]
  - Produção, em 2019: 6.800 hL.[35]
  - Marcas: Unser Bier.[35] Link:
- Brasserie Trois Dames, cervejaria fundada em 2003, localizada em Sainte-Croix.[36]
  - Produção, em 2019: 2.200 hL.[36]
  - Marcas: Trois Dames.[36] Link: